# Ama Pipi
Amarachi „Ama“ Pipi (* 26. November 1995 im London Borough of Enfield) ist eine britische Leichtathletin, die sich auf den Sprint spezialisiert hat. Mit der britischen 4-mal-400-Meter-Staffel gewann sie 2022 und 2023 jeweils eine Bronzemedaille.

## Sportliche Laufbahn
Erste internationale Erfahrungen sammelte Ama Pipi im Jahr 2014, als sie bei den Juniorenweltmeisterschaften in Eugene mit der britischen 4-mal-100-Meter-Staffel im Vorlauf nicht ins Ziel gelangte. 2017 belegte sie bei den U23-Europameisterschaften in Bydgoszcz in 23,41 s den fünften Platz im 200-Meter-Lauf und gelangte mit der Staffel erneut im Vorlauf nicht ins Ziel. 2021 gelangte sie bei den Halleneuropameisterschaften in Toruń im 400-Meter-Lauf bis in das Halbfinale und schied dort mit 52,54 s aus und gewann mit der britischen 4-mal-400-Meter-Staffel in 3:28,20 min die Silbermedaille hinter dem Team aus den Niederlanden. Anfang Mai wurde sie dann bei den World Athletics Relays im polnischen Chorzów in 3:29,27 mit dritte in der 4-mal-400-Meter-Staffel hinter Kuba und Polen. Mitte Juni siegte sie in 51,53 s beim Sollentuna GP sowie anschließend mit neuer Bestleistung von 51,08 s beim Kladno hází a Kladenské Memoriály. Damit qualifizierte sie sich für die Olympischen Spiele in Tokio und schied dort mit 51,59 s im Halbfinale aus und klassierte sich mit der britischen 4-mal-400-Meter-Staffel mit 3:22,59 min auf dem fünften Platz.
2022 gelangte sie bei den Hallenweltmeisterschaften in Belgrad das Halbfinale über 400 m und schied dort mit 52,95 s aus, während sie mit der Staffel in 3:29,82 min den fünften Platz belegte. Im Juli schied sie bei den Weltmeisterschaften in Eugene mit 52,28 s im Halbfinale über 400 Meter aus und verhalf der britischen Mannschaft zum Finaleinzug und trug damit zum Gewinn der Bronzemedaille bei. Anschließend gelangte sie bei den Commonwealth Games für England mit 51,36 s auf Rang vier und wurde mit der Staffel disqualifiziert. Daraufhin gewann sie bei den Europameisterschaften in München in 3:21,74 min gemeinsam mit Victoria Ohuruogu, Jodie Williams und Nicole Yeargin die Bronzemedaille hinter den Teams aus den Niederlanden und Polen. Im Jahr darauf wurde sie bei der 1. Liga der Team-Europameisterschaft im Zuge der Europaspiele in Chorzów in 51,27 s Fünfte über 400 Meter und gelangte mit der Mixed-Staffel mit 3:14,27 min auf den sechsten Platz. Im Juli siegte sie in 50,75 s beim P-T-S Meeting, ehe sie bei den Weltmeisterschaften in Budapest mit 51,17 s im Halbfinale ausschied. Zudem gewann sie dort in 3:21,04 min gemeinsam mit Laviai Nielsen, Amber Anning und Nicole Yeargin die Bronzemedaille hinter den Teams aus den Niederlanden und Jamaika. 2024 gewann sie bei den Hallenweltmeisterschaften in Glasgow mit neuem Landesrekord von 3:26,36 min gemeinsam mit Laviai und Lina Nielsen sowie Jessie Knigt die Bronzemedaille hinter den Teams aus den Niederlanden und den Vereinigten Staaten. Im Mai kam sie bei den World Athletics Relays auf den Bahamas in der Mixed-Staffel zum Einsatz. Im Jahr darauf schied sie bei den Halleneuropameisterschaften in Apeldoorn mit 52,29 s im Halbfinale über 400 Meter aus und gewann mit der Frauenstaffel in 3:24,89 min gemeinsam mit Lina Nielsen, Hannah Kelly und Emily Newnham die Silbermedaille hinter dem niederländischen Team.
2020 und 2024 wurde Pipi britische Hallenmeisterin im 200-Meter-Lauf sowie 2023 über 400 Meter.

## Persönliche Bestzeiten
- 200 Meter: 22,95 s (+1,5 m/s), 22. April 2017 in Norman
  - 200 Meter (Halle): 23,21 s, 10. März 2017 in College Station
  - 300 Meter (Halle): 37,22 s, 15. Februar 2025 in Birmingham
- 400 Meter: 50,75 s, 20. Juli 2023 in Banská Bystrica
  - 400 Meter (Halle): 52,02 s, 22. Februar 2022 in Toruń